# Wählerinitiative Flöha-Falkenau
Die Wählerinitiative Flöha-Falkenau (WIFF) ist eine kommunalpolitische Wählervereinigung, die seit der Kommunalwahl 2024 im Stadtrat von Flöha, Ortschaftsrat von Falkenau sowie im Kreistag des Landkreises Mittelsachsen vertreten ist.

## Geschichte
Die Initiative wurde im Jahr 2023 im Vorfeld der sächsischen Kommunalwahlen gegründet. Zu den Gründungsmitgliedern zählt unter anderem der damalige Vorsitzende der CDU-Fraktion im Stadtrat von Flöha, Gunter Pech. Ein Teil der Mitglieder stammt aus dem Umfeld der CDU und FDP, die zuvor das politische Geschehen im Flöhaer Stadtrat mitprägten.
Bei der Kommunalwahl in Sachsen 2024 wurde die Wählerinitiative mit 36,3 % der Stimmen auf Anhieb stärkste Kraft im Stadtrat von Flöha. Sie stellt seitdem acht der insgesamt 22 Stadtratsmitglieder und den stellvertretenden Oberbürgermeister der Stadt. In der Ortschaftsratswahl im Flöhaer Ortsteil Falkenau erreichte die Initiative 32,2 % der Stimmen, errang ein Mandat und stellt dort den stellvertretenden Ortsvorsteher. Bei der gleichzeitig durchgeführten Wahl zum Kreistag des Landkreises Mittelsachsen erzielte sie 0,8 % der Stimmen und ist dort mit einem von 98 Sitzen vertreten.

## Belege
1. ↑  Matthias Behrend: Neue Wählerinitiative Flöha-Falkenau tritt zur Kommunalwahl an. Freie Presse, 16. Januar 2024, abgerufen am 26. Dezember 2024.
2. ↑  Referat Kommunikation und Öffentlichkeitsarbeit: Wahlergebnisse - Wahlen - sachsen.de. Abgerufen am 26. Dezember 2024.